# Hartertula
Genre
Hartertula est un genre monotypique de passereaux de la famille des Bernieridae. Il est endémique de Madagascar.

## Liste des espèces
Selon la classification de référence du Congrès ornithologique international (version 8.1, 2018) :
- Hartertula flavoviridis (Hartert, 1924) — Jery à queue étagée, Éréonesse à longue queue, Éréonesse à queue étagée, Éroesse à queue étagée